# Joël Kitenge (Fußballspieler, 1987)
Joël Kevin Kitenge (* 12. November 1987 in Kinshasa, Kongo) ist ein ehemaliger luxemburgischer Fußballspieler.

## Karriere

### Verein
Kitenge begann seine Karriere beim luxemburgischen Verein FC Schifflingen 95. Über CS Oberkorn und den französischen Viertligisten FC Villefranche kam er zum FC Emmendingen. Dort absolvierte er in der Verbandsliga Südbaden 14 Partien und schoss dabei zwei Tore. Es folgte Anfang 2008 ein Kurzauftritt bei dem niederländischen Verein FC Lienden, über den er dann zu CS Fola Esch kam, wo er bis 2012 spielte.
Zur Saison 2012/13 wechselte er zu F91 Düdelingen und gewann dort 2014 seine erste Meisterschaft. Zu Beginn der Saison 2014/15 wurde er zu CS Grevenmacher ausgeliehen, wo er im Sommer 2015 definitiv hinwechselte. Im Februar 2016 gab Kitenge bekannt mit 28 Jahren seine Fußballkarriere beenden zu wollen. Im Mai 2016 kündigte er an, dass er neben der Arbeit in seinem Restaurant „The Basch“ im nordluxemburgischen Baschleiden noch hobbymäßig beim Viertligisten Jeunesse Useldingen (2. Division–1. Bezirk) spielen wird. Dort spielten auch seine beiden Brüder Dimitri (* 1991) und Aristote (* 1995). Nachdem sein Restaurant nach nur einem Jahr wieder schließen musste, wechselte Kitenge im Juli 2017 zum Zweitligisten US Rümelingen in die Ehrenpromotion. 
Nach dem Aufstieg Rümelingens in die BGL Ligue wurde im Juni 2018 sein Wechsel zum Viertligisten FC Blo-Wäiss Itzig bekannt gegeben. Dort spielte er drei Jahre und ging dann weiter zum FC Schengen, wo er mit Ablauf der Saison 2022/23 seine Spielerkarriere beendete.

### Nationalmannschaft
Für die luxemburgische A-Nationalmannschaft absolvierte er zwischen 2005 und 2011 insgesamt 29 Spiele und erzielte dabei zwei Tore gegen Mazedonien (1:4) und Wales (1:5).

## Erfolge
- Luxemburgischer Meister: 2014